# Francesco Lacquaniti
Francesco Lacquaniti, né le 24 décembre 1952 à Turin, est un neurologue et neuroscientifique italien. Il a reçu sa formation médicale et a terminé sa résidence de neurologie à l'université de Turin. Il est actuellement professeur de physiologie à l’université de Rome Tor Vergata, directeur du centre de biomédecine spatiale de cette même université
et directeur du Laboratoire de physiologie neuromotrice à la Fondation Santa Lucia IRCCS, Rome.

## Biographie
Entre 1979 et 1986 il a été chercheur invité et professeur invité au département de physiologie de la Faculté de médecine de l’université du Minnesota.
Il a été chercheur invité au LPPA Centre national de la recherche scientifique Paris (France), chercheur et directeur par intérim de l’Institut des centres neuronaux du Conseil national de la recherche (Italie) à Milan, professeur de physiologie, directeur de l’Institut de physiologie et directeur des écoles de spécialisation en médecine sportive et sciences nutritionnelles de l’université de Cagliari En 2000 il a été titulaire d’une chaire de professeur invité au Collège de France.

## Apports scientifiques
Ses recherches portent sur les lois du contrôle des mouvements chez l’homme et d’autres animaux (y compris la loi sur la puissance des deux tiers), leur développement chez les enfants et leur altération après lésions neurologiques. Il a également étudié la représentation neuronale de l’information spatiale dans le cerveau (zone Brodmann 5), la représentation neuronale des effets de gravité sur le corps, et comment le cerveau s’adapte à l’apesanteur (Locomotion dans l’espace). Le New Scientist a décrit sa découverte sur l’encodage d’un modèle mental des effets de gravité dans le cerveau humain. Cette découverte est également discutée dans Incognito: The Secret Lives of the Brain, un best-seller du New York Times de David Eagleman, ainsi que dans d’autres livres. Plusieurs médias ont couvert ses travaux sur la présence de primitifs locomoteurs chez les nouveau-nés d’humains et d’autres espèces animales,,,,,,. Les travaux sur les synergies musculaires chez les adultes et les nouveau-nés sont longuement discutés dans plusieurs livres,. Il a publié plusieurs articles largement cités et co-édité un livre.

## Prix et distinctions
Pour son travail, il reçoit le prix international Herlitzka de physiologie, il est élu au Conseil universitaire national, il est élu à l’Academia Europaea, et il est fait docteur honoris causa en neurosciences de l’université catholique de Louvain,.